# 沙灘橄欖球
沙灘橄欖球(Beach rugby)是橄欖球類運動的沙灘版本，在30米乘20米進行的集體球類活動。

## 基本規則
- 兩隊各派出五人
- 比賽時間是上下半場各五分鐘（決賽則上下半場各七分鐘）
- 一方若出現違例或犯規，對方會獲得自由球
- 一隊成功達陣的話會獲得一分，最多分者為勝方

## 資料來源及外部連結
- 香港沙灘五人欖球賽官方網頁（页面存档备份，存于）
- 蘋果日報：爆 Like：沙灘熱身　埋牙肉搏攬欖
- 有線寛頻上的介紹[永久]
- 頭條日報：動感滿分首屆沙灘欖球賽
- 東方日報：沙灘欖球選手觀眾齊食沙（页面存档备份，存于）
- 都市日報：首屆沙灘五人欖球賽昨圓滿結束（页面存档备份，存于）
- 太陽報：沙欖銀盃決賽觀眾玩埋一份（页面存档备份，存于）